# Jedanaesterac
Jedanaesterac je vrsta slobodnog udarca u nogometnoj igri koji se izvodi s 12 jardi (približno 11 metara) ispred sredine gola. Samo vratar smije braniti gol od napadačevog udarca.
Jedanaesterac se normalno izvodi tijekom igre. Slični udarci se izvode u raspucavanju koji najčešće određuju pobjednika u kup-utakmicama nakon što ni produžetci ne daju pobjednika, iako se izvođenje jedanaesterca tijekom igre i u raspucavanju ne uzimaju za istu vrstu.

## Dodjeljivanje jedanaesterca
Jedanaesterac se dodjeljuje nakon izravnog prekršaja braniča u svom šesnaestercu nad protivničkim napadačem. Važno je napomenuti da se, za određivanje mjesta prekršaja, ne određuje mjesto gdje je lopta, nego mjesto na kojem je protivnički igrač srušio braniča. Uvjet je da je lopta bila u igri.
Igrač koji je, po mišljenju suca, napravio prekršaj, podložan je kazni. Ako je prekršaj bio lakši, npr. slučajno saplitanje protivnika, tada nije potrebno dodjeljivanje kartona. No, ako je igrač slučajno srušio protivnika u izglednoj prilici za gol, tada će bez obzira na to što nije bilo namjere, sudac dodijeliti crveni karton igraču koji je prekršaj napravio. Žuti karton će se dodijeliti ako je prekršaj malo teži, a nije bilo prilike za gol. Ovi detalji ovise o sučevom kriteriju koji varira od jednoga suca do drugoga.
Zbog činjenice što jedanaesterci vrlo često završavaju pogotkom, sučeve odluke da pokažu na bijelu točku je često popraćena burnim prosvjedima momčadi protiv koje je jedanaesterac dosuđen. Brojni napadači vrlo često glume da je postojao nasrtaj braniča na njih ili padnu nakon blagog kontakta, što ipak nije dovoljno za pokazivanje na jedanaesterac. No, postoje iznimke kada suci nasjednu na ovakve činove i oštete drugu momčad. To glumljenje naziva se simuliranje, a kažnjava se žutim kartonom ako ga sudac opazi.

## Procedura izvođenja

### Uobičajeno izvođenje jedanaesterca
Jedanaesterac mora biti izvođen s bijelo označenoga mjesta popularno nazvanoga bijela točka, koje se nalazi točno 12 jardi od sredine gola (10.8 metara). Igrač koji izvodi jedanaesterac mora to jasno naznačiti sucu i protivničkom vrataru.
Svi igrači osim protivničkog vratara moraju biti izvan šesnaesterca, iza bijele točke, iza lopte i barem 9.15 metara udaljeni od lopte prije trenutka izvođenja (najlakše je tu udaljenost odrediti tako da svi igrači budu izvan kaznenoga luka). Vratar mora ostati između svojih vratnica okrenut licem prema lopti dok se lopta ne izvede. Iako je prema službenim pravilima određeno da se vratar smije kretati samo po gol-liniji, većina današnjih sudaca tolerira pomicanje prema naprijed ako je ono u okviru nekakvih 0.5 metara, iako i ta granica tolerancije ovisi o kriteriju suca.
Nakon što sudac da signal za izvođenje jedanaesterca, izvođač se mora kretati u smjeru prema naprijed (ne uvijek prema golu, iako se najčešće događa da se igrač zaleti otprilike okomito u odnosu na loptu). Od trenutka kada je lopta dodirnuta, igrači mogu ući u šesnaesterac i neometano nastaviti igru ako gol nije zabijen.
Jedanaesterac je oblik slobodnoga udarca, što znači da se gol može postići izravo iz njega. Ako gol nije zabijen, igra se nastavlja kao i obično. Kao i kod drugih izvođenja slobodnih udaraca, izvođač jedanaesterca ne smije dodirnuti loptu dvaput zaredom, niti ako se lopta odbije od stative ili grede. Ako je, pak, dodirne dvaput zaredom bez da je bilo koji drugi igrač dodirne između, sudac će dodijeliti indirekt. Moguće je i ponavljanje jedanaesterca u idućim slučajevima:
- vratar se pomaknuo previše prema naprijed prije izvođenja udarca;
- igrači su ušli prerano u šesnaesterac;
- izvođač ima previše neujednačen zalet (npr. sprint, hod, zaustavljanje, pa opet sprint);

Autogol ne može postići momčad kojoj izvođač pripada, iako je to gotovo teoretski nemoguće zbog činjenice što igrač mora biti okrenut prema protivničkom golu tijekom izvođenja jedanaesterca. Teoretski, kada bi se lopta odbila od stative ili prečke i ušla u gol momčadi kojoj je izvođač pripadao, sudac bi dodijelio korner za momčad koja se branila. No, da vratar obrani i lopta uđe u protivnički gol, gol bi bio priznat.

### Neuobičajeno izvođenje jedanaesterca
Poznati su primjeri iz povijesti nogometa kada izvođač doda loptu suigraču iza sebe (ako je doda ispred, radi se o zaleđu). Najbolji primjer za to je događaj u Premiershipu kada je Robert Pires htio dodati Henryju (oba su igrači Arsenala), što Henry nije shvatio, te je zbunjeni sudac dosudio indirekt za protivnike.
No, postoji i svjetliji primjer ovakvog načina izvođenja jedanaesterca s Johannom Cruyffom u glavnoj ulozi. On je dodao suigraču loptu, ovaj je pretrčao 6 metara i vratio povratnu loptu Cruyffu koji je lagano zabio u prazan gol pored zbunjenog vratara. Zanimljivo, u ovom primjeru sudac je bio posve siguran i odmah je poslije postizanja pogotka pokazao da je gol regularan.

## Nepravilnosti u izvođenju
Nepravilnosti u izvođenju jedanaesterca (pomicanje vratara prema naprijed, prijevremeni ulazak igrača u šesnaesterac) se rješavaju po konceptu pravila prednosti.
Općenito:
- Ako momčad koja se brani napravi nepravilnost prilikom izvođenja, gol će biti priznat ako je zabijen, a ako se gol ne zabije, ponovit će se izvođenje jedanaesterca.
- Ako momčad koja napada napravi nepravilnost zabije gol, gol će se poništiti, a ako se ne zabije, dodijelit će se indirekt za protivničku momčad.
- Ako obje momčadi naprave po barem jednu nepravilnost, jedanaesterac će se ponoviti.
- Ako izvođač dodirne loptu dvaput zaredom nakon izvođenja, sudac će odmah dodijeliti indirekt za protivničku momčad, kao što je i slučaj kod svih slobodnih udaraca.

Sudac može dati žuti karton igračima koji namjerno i opetovano ometaju izvođenje jedanaesterca, npr. kada se vratar stalno namjerno pomiče prema naprijed tako da pokušava omesti izvođača jedanaesterca. No, u praksi, većina nepravilnosti se ne kažnjava kartonima, već verbalno.

## Strategija izvođenja jedanaesterca
Obrana jedanaesterca je jedan od najtežih zadataka koje vratar može susresti u svojoj karijeri. Zbog vrlo kratke udaljenosti između lopte i vratara gotovo da i nema vremena za biranje strane. Zbog ovoga, vratari se vrlo često odlučuju na bacanje u jednu stranu na osnovi intuicije ili, u novije vrijeme, spiska s popisom igračevih zadnjih nekoliko izvedenih jedanaesteraca i strane na koju je pucao.
Ako vratar uspije obraniti udarac, potrudit će se uhvatiti loptu, što je iznimno teško, ili odbiti loptu daleko od napadača. Ako, pak, napadač dođe do lopte po drugi put, gotovo da nema teoretske šanse za obranu jer vratar onda pokriva iznimno malenu površinu gola. No, ovakva situacija nije dozvoljena u raspucavanju, jer je po pravilima dozvoljen samo jedan udarac.
U praksi, većina jedanaesteraca završi zabijanjem gola. Od 78 jedanaesteraca izvedenih u Premiershipu u sezoni 2005./2006., njih 57 (oko 73%) ih je završilo pogotkom. Provjerite na ovoj stranici.
Njemački profesor koji je proučavao statistike jedanaesteraca u Bundesligi čak 16 godina, otkrio je da je 76% svih jedanaesteraca u tih 16 godina bilo uspješno izvedeno, a od tih 76%, čak 99% ih je zabijeno upotrebom visokog udarca.

## Povijest jedanaesterca
Izum jedanaesterca pripada vrataru i biznismenu Williamu McCrumu. 1890. godine, u gradiću u Irskoj, u javnost je izašao prijedlog o uvođenju jedanaesterca. IFAB je nakon dugih sastanaka odobrio uvođenje jedanaesterca. Datum je bio 2. lipnja 1891., a pravilo se počelo primjenjivati od iduće sezone pa sve do danas.

## Vanjske poveznice
- Službeni FIFA-in članak o povijesti jedanaesterca  Arhivirana inačica izvorne stranice od 12. ožujka 2007. (Wayback Machine)